# Distyliopsis yunnanensis
Distyliopsis yunnanensis là một loài thực vật có hoa trong họ Hamamelidaceae. Loài này được (H.T.Chang) C.Y.Wu miêu tả khoa học đầu tiên năm 1977.